# Johnny Indrisano
Johnny Indrisano (Boston, 1º novembre 1906 – Los Angeles, 6 luglio 1968) è stato un pugile e stuntman statunitense categoria pesi welter.
La sua carriera è durata dal 1923 al 1934.
Dopo essersi ritirato dalla boxe, Indrisano è stato arbitro sportivo, stuntman e occasionalmente anche attore.
Morì suicida nel 1968, impiccandosi nella sua casa di Los Angeles.

## Filmografia parziale
- Go West, Young Man, regia di Henry Hathaway (1936)
- Che donna! (What a Woman!), regia di Irving Cummings (1943)
- Live Wires, regia di Phil Karlson (1946)
- Mr. Hex, regia di William Beaudine (1946)
- La vita è meravigliosa (It's a Wonderful Life), regia di Frank Capra (1946) (non accreditato)
- Trouble Makers, regia di Reginald Le Borg (1948)
- La roulette (The Lady Gambles), regia di Michael Gordon (1949)
- Stasera ho vinto anch'io (The Set-Up), regia di Robert Wise (1949) (non accreditato)
- L'autista pazzo (The Yellow Cab Man), regia di Jack Donohue (1950)
- Guerra di sessi (Borderline), regia di William A. Seiter (1950)
- Callaway Went Thataway, regia di Melvin Frank e Norman Panama (1951)
- Bulli e pupe (Guys and Dolls), regia di Joseph L. Mankiewicz (1955) (non accreditato)
- Il delinquente del rock and roll (Jailhouse Rock), regia di Richard Thorpe (1957) (non accreditato)
- La via del male (King Creole), regia di Michael Curtiz (1958) (non accreditato)
- A qualcuno piace caldo (Some Like It Hot), regia di Billy Wilder (1959) (non accreditato)
- Colpo grosso (Ocean's Eleven), regia di Lewis Milestone (1960) (non accreditato)
- L'uomo di Alcatraz (Birdman of Alcatraz), regia di John Frankenheimer (1962) (non accreditato)
- Va' e uccidi (The Manchurian Candidate), regia di John Frankenheimer (1962) (non accreditato)
- Come ingannare mio marito (Who's Got the Action?), regia di Daniel Mann (1962)
- Bionde, rosse, brune... (It Happened at the World's Fair), regia di Norman Taurog (1963) (non accreditato)
- Hud il selvaggio (Hud), regia di Martin Ritt (1963) (non accreditato)